# Malinese Burgeroorlog 2012-2013
De Malinese burgeroorlog is sinds januari 2012 een veelzijdig conflict in het West-Afrikaanse land Mali, waarbij verschillende islamistische en nationalistische rebellengroeperingen in Noord-Mali (Azawad) het regeringsleger en elkaar bestrijden, en sinds januari 2013 een internationale interventie door Frankrijk en de ECOWAS plaatsvindt ter ondersteuning van de Malinese regering.

## Strijdende partijen
Nationalisten
- MNLA (Nationale Beweging voor de Bevrijding van Azawad): een seculier-nationalistische groep van voornamelijk Toearegrebellen die de onafhankelijkheid van Azawad nastreeft. Ze zijn tegen invoering van de sharia.
- FNLA (Nationaal Front voor de Bevrijding van Azawad): Een nieuwe groep bestaande uit 500 Arabische nationalisten uit de omgeving van Timboektoe,[2] nam sinds 8 april een aparte positie in: ofwel moet Azawad onafhankelijk worden, ofwel autonoom, ofwel binnen Mali blijven, maar hiervoor moet een volksraadpleging komen voor alle Noord-Malinezen.[3] Hoewel ze losjes samenwerken met de MLNA en eveneens tegen de sharia zijn, verzetten ze zich tegen een door Toeareg gedomineerde staat.[4]
- MIA (Islamitische Beweging van Azawad): op 23 januari 2013 ontstane afsplitsing van Ansar Dine, bestaande uit vrijwel alleen Toeareg onder leiding van voormalig Ansar Dine-woordvoerder Algabass Ag Intalla, stamhoofd van de Ifoghas. MIA keert zich af van islamitisch extremisme en streeft naar Azawadische onafhankelijkheid.

Islamisten
- Ansar Dine: een islamistische groepering van Arabieren en Toeareg, die de sharia in heel Mali willen invoeren. Ze zijn tegen de onafhankelijkheid van Azawad, en streven naar een zuiver islamitische staat zonder afgoderij.
- AQIM: heeft soortgelijke aspiraties als Ansar Dine en heeft banden met Al Qaida
- MOJWA of MUJAO (Beweging voor Eenheid en Jihad in West-Afrika): islamistische groepering die ook de sharia wil invoeren. Ze zijn sterk anti-nationalistisch.[3]
- Ansar al-Sharia: een islamistische groepering.
- Boko Haram: een islamistische groepering.

Internationale coalitie
- Malinese regeringsleger (FASM): probeert de eenheid en rechtsstaat van Mali te bewaren en alle rebellengroepen te bestrijden, maar heeft een groot gebrek aan materieel en munitie.
  - CNRDR (Comité tot herstel van de democratie en de staat): een groep van militaire coupplegers die sinds de staatsgreep van 21 maart 2012 onder leiding van Amadou Sanogo belangrijke invloed hebben in de Malinese politiek.
  - Ganda Koy: een lokale Songhai pro-regeringsmilitie die voornamelijk tegen Toearegrebellen strijdt.[3]
  - Ganda Izo: een lokale Fulani pro-regeringsmilitie die voornamelijk tegen Toearegrebellen strijdt.[3]
- Franse leger (AF): treedt als zich verantwoordelijk achtende ex-kolonisator op ter ondersteuning van de Malinese regeringstroepen.
- ECOWAS: treedt als regionaal samenwerkingsverband op als bondgenoot van de Malinese regeringstroepen.

## Verloop

### Ontstaan
De Malinese burgeroorlog begon op 16 januari 2012 toen een gelegenheidsverbond van Toeareg-rebellen en Arabische islamistenstrijders, deels afkomstig uit het leger van Moammar al-Qadhafi dat tijdens de Libische revolutie van 2011 uiteenviel, een gewapende opstand lanceerde tegen de regering van Mali. Aanvankelijk werkten de Toeareg-rebellen, hoofdzakelijk bestaande uit de MNLA, samen met de islamisten van onder andere Ansar Dine en AQIM, om Noord-Mali te veroveren op het regeringsleger, dat veel slechter bewapend bleek en door de opstandelingen werd teruggedrongen.

### Staatsgreep
Gefrustreerde Malinese soldaten pleegden op 21 maart een staatsgreep in de hoop de situatie onder controle te krijgen, maar dit had een averechts effect: de internationale gemeenschap veroordeelde hen scherp en bovendien rukten de rebellen in het noorden verder op. Op 6 april 2012 riep de MNLA de onafhankelijkheid van Azawad uit, zoals Noord-Mali onder de Toeareg genoemd wordt. Dit leidde echter tot een scheuring tussen de meer seculiere Toeareg-nationalisten en de overwegend Arabische anti-separatistische islamisten, die de Malinese eenheidsstaat wilden behouden, in zijn geheel veroveren en onderwerpen aan de sharia. In mei namen de spanningen toe tussen de bondgenoten met tegenstrijdige belangen.

### Islamisten vs. nationalisten
Tussen 26 juni en 27 juni 2012 viel het gelegenheidsverbond tussen de nationalisten en de islamisten uiteen en begonnen ze onderling te vechten om de heerschappij in Noord-Mali, waarbij vooral de historische steden Timboektoe, Gao en Kidal het strijdtoneel waren. De islamisten slaagden er vrij snel in om de nationalisten te verslaan, waarna zij veel vroeg-islamitisch erfgoed verwoestten dat zij beschouwden als afgoderij. De MNLA werd verder teruggedreven tot zij in het najaar van 2012 zo goed als verslagen waren, waarna zij in december hun onafhankelijkheidsverklaring introkken, de eenheid van Mali bepleitten en de Malinese regering om steun vroegen.

### Interventie
Ondertussen vergaderden ex-kolonisator Frankrijk en regionaal samenwerkingsverband ECOWAS in de Verenigde Naties over manieren om via interventie het conflict op te lossen. Toen in januari 2013 de islamisten oprukten naar de Zuid-Malinese stad Konna en die veroverden, was voor Frankrijk de maat vol: op 11 januari lanceerde het Operatie Serval, waarbij Franse gevechtsvliegtuigen islamistische stellingen bombardeerden om het Malinese grondleger te ondersteunen. Ook stuurde Frankrijk 500 grondtroepen uit het thuisland en vanuit militaire steunpunten uit de Afrikaanse buurlanden. De eerste tegenaanval bleek echter weinig effect te hebben, omdat het islamistische grondoffensief voortgezet kon worden en Diabaly ingenomen, op 400 kilometer afstand van hoofdstad Bamako. Frankrijk besloot daarop de grondmacht uit te breiden tot 2500 troepen ondersteund door de omringende Afrikaanse landen en 3.300 soldaten. De gevechten tussen de Fransen en de rebellen ontaardden al snel in een oorlog. De extremisten houden in Mali een aantal mensen in gijzeling, onder wie in ieder geval 6 Fransen en een Nederlander.
Op 15 januari 2013 gaf de Belgische regering op voorstel van Minister van Landsverdediging Pieter De Crem groen licht om de Franse operatie ‘Serval’ militair te steunen. De Belgische Defensie stuurt een detachement bestaande uit een 75-tal manschappen, twee C-130 transportvliegtuigen voor strategische en tactische transporten en twee helikopters Agusta A109 om medische evacuaties uit te voeren. De Belgische troepen zullen niet deelnemen aan de gevechtsacties.

### Frans-Malinese opmars
De Frans-Malinese strijdkrachten heroverden Konna en Diabaly op 18 januari. Volgens andere media werd Diabaly pas op 21 januari veroverd, in weerwil van wat de inwoners van Diabaly zelf berichtten; Douentza was tegen 22 januari ook door de rebellen verlaten. Diabaly was de eerste heroverde stad waar buitenlandse journalisten werden toegelaten door het Malinese leger; er werd gewag gemaakt dat aan het oostelijk front alleen binnenlandse journalisten mochten opereren voor propagandadoeleinden om het moreel onder en volkssteun voor de regeringstroepen te bevorderen, hoewel verschillende mensenrechtenbewegingen meldden dat Malinese soldaten zich soms ook misdroegen. De weg naar oorlogsgebied werd door regeringstroepen afgesloten en lokaal werden markten tijdelijk verboden, omdat men vreesde dat islamitische rebellen op zouden gaan in de bevolking om onverwacht aanslagen te plegen op burgerdoelen.
Op 25 januari namen Frans-Malinese militairen het stadje Hombori in nadat rebellen van MUJAO het ontvluchtten door Franse luchtaanvallen. Dezelfde dag bliezen MUJAO-rebellen een brug over de Niger op bij Tassiga, op 37 km van de Nigerese grens, waar een konvooi met Franse troepen uit Niger en Tsjaad klaarstond om richting Gao Mali binnen te trekken. Franse speciale eenheden, vermoedelijk paratroepen, namen daarop in de morgen van 26 januari met luchtsteun het vliegveld en een andere belangrijke Nigerbrug bij Gao in om hun opmars veilig te stellen. Daarbij kregen zij weinig weerstand, en al is er sprake van "bestoking", vermoedde men vooral dat de rebellen probeerden op te gaan in de burgerbevolking. Later op de dag viel de stad Gao geheel in Franse handen. Nadat Franse luchtlandinstroepen de noordelijke wijken hadden geïnfiltreerd op 27 januari, werd de rest van Timboektoe op 28 januari heroverd door Malinese en Franse grondmilitairen. Dezelfde dag heroverde de MNLA Kidal met de hulp van de Islamitische Beweging van Azawad (een afsplitsing van Ansar Dine) en de plaatsen Tessalit en In Khalil. Kennelijk zijn voormalige MNLA-strijders, die naar Ansar Dine waren overgelopen voor betere soldij, naar de MNLA teruggekeerd. Er werd gewag gemaakt van islamisten die de bergen invluchtten. De seculiere MNLA zei samen met het Franse leger de islamisten te willen bestrijden, maar was tegen de komst van het Malinese leger, omdat zij nog steeds streeft naar onafhankelijkheid. De Toeareg-nationalisten willen met de Malinese regering overleggen over zelfbeschikking, met garanties van de internationale gemeenschap.